# Лора Дерн
Лора Елізабет Дерн (англ. Laura Elizabeth Dern; нар. 10 лютого 1967, Лос-Анджелес, Каліфорнія, США) — американська акторка, найбільш відома ролями у фільмах Девіда Лінча. Володарка премії «Оскар» (2020) за роль у фільмі «Шлюбна історія», також номінована у 1992 («Слабка троянда») та 2015 («Дика») роках; шестиразова лауреатка премії «Золотий глобус» (усього 9 номінацій у 1982—2020 роках), володарка премій «Еммі» (2017) та БАФТА (2020).

## Життєпис
Народилася в Лос-Анджелесі, США в родині акторів Брюса Дерна і Даян Ледд. Коли дівчинці було два роки батьки розлучилися. Маленька Лора залишилася з мамою, але часто відвідувала батька в Малібу. У дев'ять вона починає відвідувати заняття з акторської майстерності. Щосуботи Лора їздила на них велосипедом. В одинадцять у неї з'являється свій агент.

## Кар'єра
Перші кроки як акторка зробила ще в дитинстві: шестирічною епізодично з'явилась у кримінальному бойовику «Біла блискавка», в якому знімалась її мама. Наступного року зіграла дівчинку з ріжком морозива за барною стойкою в трагікомедії Мартіна Скорсезе «Аліса тут більше не живе». Як і в першому фільмі Дерн не зазначили в титрах. У 1980 вона знялась у підлітковій драмі «Лисиці».
У 1985 акторка зіграла головного персонажа драми «Приємна розмова», а також виконала роль другого плану Діани в біографічному фільмі «Маска». У другій стрічці вона зіграла сліпу дівчину, в яку закохався Роккі (Ерік Штольц) — дитина з дуже рідкісною хворобою. У 1986 виходить містичний фільм Девіда Лінча «Синій оксамит», у ньому Дерн допомагала в розслідуванні справи з відрізаним вухом.
У 1990 знову працювала під керівництвом Лінча в стрічці «Дикі серцем» з нею та Ніколасом Кейджем у головних ролях. Наступного року акторка з'явилась у драмі «Слабка Роза», в якому також була залучена її мама Даян Ледд. Робота в телефільмі «Форсаж» приносить їй «Золотий глобус». У 1993 вона знялась у Стівена Спілберга («Парк Юрського періоду») та Клінта Іствуда «Ідеальний світ». Після ролі в комедії «Громадянка Рут» та епізодичних появ у серіалах Дерн виконала роль учителя («Жовтневе небо»). У фільмі «Внутрішня імперія» Дерн знову працювала в Лінча. У 2009 та 2012 акторка отримала премію «Золотий глобус» за ролі на телебаченні в фільмі «Перерахунок» і серіалі «Освічений».
У стрічці Пола Томаса Андерсона «Майстер» виконала роль власниці штаб-квартири. На початку 2016 року було оголошено, що акторка була затверджена на роль у фільмі «Зоряні війни: Останні джедаї». У березні 2017 року вона приєдналася до акторського складу стрічки «Холодна помста», де партнерами по знімальному майданчику стали Ліам Нісон, Джулія Джонс, Еммі Россум.

## Особисте життя
Лора Дерн зустрічалась з Ніколасом Кейджем, з Біллі Бобом Торнтоном була заручена, поки він не пішов до Анджеліни Джолі. Акторка була одружена з музикантом Беном Гарпером. Вони розсталися у 2010, а потім знову зійшлися. Остаточно пара розлучилася у вересні 2013. У шлюбі з ним вона народила сина Еллері та доньку Джаю.

## Фільмографія
| Рік       |     | Українська назва                                   | Оригінальна назва                                         | Роль                   |
| --------- | --- | -------------------------------------------------- | --------------------------------------------------------- | ---------------------- |
| 1973      | ф   | Біла блискавка                                     | White Lightning                                           | Шарон Енн              |
| 1974      | ф   | Аліса тут більше не живе                           | Alice Doesn't Live Here Anymore                           | дівчинка               |
| 1980      | ф   | Лисиці                                             | Foxes                                                     | Деббі                  |
| 1981      | с   | Шеннон                                             | Shannon                                                   |                        |
| 1982      | ф   | Начисто                                            | Ladies and Gentlemen, the Fabulous Stains                 | Джессіка Мак-Неіл      |
| 1983      | ф   | Грізлі 2: Хижак                                    | Grizzly II: The Concert                                   | Тіна                   |
| 1983      | тф  | Щасливий кінець                                    | Happy Endings                                             | Одрі Константін        |
| 1984      | ф   | Учителі                                            | Teachers                                                  | Діана                  |
| 1984      | тф  | Три бажання Біллі Грієра                           | The Three Wishes of Billy Grier                           | Кріссі                 |
| 1985      | ф   | Маска                                              | Mask                                                      | Діана                  |
| 1985      | ф   | Приємна розмова                                    | Smooth Talk                                               | Конні                  |
| 1986      | ф   | Синій оксамит                                      | Blue Velvet                                               | Сенді Вільямс          |
| 1988      | ф   | Літо привідів                                      | Haunted Summer                                            | Клер Клермонт          |
| 1989      | ф   | Товстун і Малюк                                    | Fat Man and Little Boy                                    | Кетлін Робертсон       |
| 1989      | с   | Класика нічних жахів                               | Nightmare Classics                                        | Ребекка                |
| 1990      | ф   | Дикі серцем                                        | Wild at Heart                                             | Лула Форчун            |
| 1990      | тф  | Індустрійний сон №1: Сон дівчини з розбитим серцем | Industrial Symphony No. 1: The Dream of the Brokenhearted | жінка                  |
| 1991      | ф   | Слабка Роза                                        | Rambling Rose                                             | Роза                   |
| 1992      | тф  | Форсаж                                             | Afterburn                                                 | Дженет                 |
| 1993      | ф   | Парк Юрського періоду                              | Jurassic Park                                             | Еллі Сеттлер           |
| 1993      | с   | Занепалі ангели                                    | Fallen Angels                                             | Анні Ейнслі            |
| 1993      | ф   | Ідеальний світ                                     | A Perfect World                                           | Саллі Гербер           |
| 1995      | тф  | І спустився ворон                                  | Down Came a Blackbird                                     | Гелен Мак-Налті        |
| 1996      | с   | Фрейзер                                            | Frasier                                                   | Джун                   |
| 1996      | ф   | Громадянка Рут                                     | Citizen Ruth                                              | Рут Ступс              |
| 1996      | тф  | Рубі Рідж: Американська трагедія                   | The Siege at Ruby Ridge                                   | Вікі Вівер             |
| 1996      | ф   | Виродок із Кароліни                                | Bastard Out of Carolina                                   | оповідач               |
| 1997      | с   | Еллен                                              | Ellen                                                     | Сюзан                  |
| 1997      | с   | Шоу Ларрі Сандерса                                 | The Larry Sanders Show                                    | Лора Дерн              |
| 1998      | тф  | Дитячий танок                                      | The Baby Dance                                            | Ванда                  |
| 1999      | ф   | Жовтневе небо                                      | October Sky                                               | Фріда Райлі            |
| 1999      | тф  | Сезон чудес                                        | A Season for Miracles                                     | Беррі Томпсон          |
| 2000      | ф   | Доктор Т та його жінки                             | Dr. T & the Women                                         | Пеггі                  |
| 2001      | ф   | Татусь та інші                                     | Daddy and Them                                            | Рубі Монтгомері        |
| 2001      | ф   | Парк Юрського періоду 3                            | Jurassic Park III                                         | Еллі                   |
| 2001      | тф  | У цих стінах                                       | Within These Walls                                        | Полін Квінн            |
| 2001      | ф   | Новокаїн                                           | Novocaine                                                 | Джин Нобл              |
| 2001      | ф   | Фокус                                              | Focus                                                     | Гертруда Гарт          |
| 2001      | ф   | Я — Сем                                            | I Am Sam                                                  | Ренді Капентер         |
| 2002      | с   | Західне крило                                      | The West Wing                                             | Табата Фортіс          |
| 2002      | тф  | Дивне піклування                                   | Damaged Care                                              | Лінда Піно             |
| 2002—2003 | мс  | Король Гори                                        | King of the Hill                                          | Кетрін/дівчина         |
| 2004      | ф   | Ми тут більше не живемо                            | We Don't Live Here Anymore                                | Террі Лінден           |
| 2005      | ф   | Правила сексу 2: Хеппі-Енд                         | Happy Endings                                             | Пем                    |
| 2005      | ф   | Переможниця                                        | The Prize Winner of Defiance, Ohio                        | Дорта Шейфер           |
| 2006      | ф   | Самотні серця                                      | Lonely Hearts                                             | Рене Фоді              |
| 2006      | ф   | Внутрішня імперія                                  | Inland Empire                                             | Ніккі Грейс/Сьюзен Блу |
| 2007      | ф   | Рік собаки                                         | Year of the Dog                                           | Брет                   |
| 2008      | тф  | Перерахунок                                        | Recount                                                   | Кетрін Гарріс          |
| 2008      | кф  | Понеділок перед Днем подяки                        | The Monday Before Thanksgiving                            | Тереза                 |
| 2009      | ф   | Ніжність                                           | Tenderness                                                | тітка Тереза           |
| 2010      | ф   | Усе чудово                                         | Everything Must Go                                        | Деліла                 |
| 2010      | ф   | Знайомство з Факерами 2                            | Little Fockers                                            | директорка             |
| 2011      | кф  | Боротьба за ваше право                             | Fight for Your Right Revisited                            | відвідувачка кафе      |
| 2011—2013 | с   | Освічений                                          | Enlightened                                               | Емі Джелліко           |
| 2011      | кф  | Знайомство з Факерами 2: Видалені сцени            | Little Fockers: Deleted Scenes                            | директорка             |
| 2012      | ф   | Майстер                                            | The Master                                                | Гелен Саллівен         |
| 2013      | кф  |                                                    | Back Beyond                                               | Гелен Саллівен         |
| 2014      | с   | Шоу Кролла                                         | Kroll Show                                                | Клео                   |
| 2014      | ф   | Винні зірки                                        | The Fault In Our Stars                                    | Франні                 |
| 2014      | с   | П'яна історія                                      | Drunk History                                             | Неллі                  |
| 2014      | ф   | Гра на висоті                                      | When the Game Stands Tall                                 | Беверлі Лейдокар       |
| 2014      | ф   | Дика                                               | Wild                                                      | Барбара «Боббі» Ґрей   |
| 2014      | ф   | 99 будинків                                        | 99 Homes                                                  | Лінн Наш               |
| 2014      | кф  | 9 поцілунків                                       | 9 Kisses                                                  | жінка                  |
| 2015      | с   | Проєкт «Мінді»                                     | The Mindy Project                                         | Людмилла Трапезіков    |
| 2015      | ф   | Нитки                                              | Strings                                                   | Анні                   |
| 2015—2017 | мс  | С значить Сім'я                                    | F is for Family                                           | Сью Мерфі              |
| 2016      | ф   | Декілька жінок                                     | Certain Women                                             | Лора                   |
| 2016      | ф   | Засновник                                          | The Founder                                               | Етель Крок             |
| 2017      | ф   | Вілсон                                             | Wilson                                                    | Піппі                  |
| 2017      | с   | Остання людина на Землі                            | The Last Man on Earth                                     | Кетрін                 |
| 2017      | с   | Велика маленька брехня                             | Big Little Lies                                           | Рената Клейн           |
| 2017      | кф  |                                                    | The Black Ghiandola                                       | лікар                  |
| 2017      | с   | Незламна Кіммі Шмідт                               | Unbreakable Kimmy Schmidt                                 | Венді Геберт           |
| 2017      | с   | Твін Пікс: Повернення                              | Twin Peaks: The Return                                    | Діана Еванс            |
| 2017      | ф   | Зоряні війни: Останні джедаї                       | Star Wars: The Last Jedi                                  | Емілі Голдо            |
| 2017      | ф   | Зменшення                                          | Downsizing                                                | Лора Лоновскі          |
| 2018      | ф   | Розповідь                                          | The Tale                                                  | Дженніфер Фокс         |
| 2018      | ф   | Випробування вогнем                                | Trial by Fire                                             | Елізабет Гілберт       |
| 2018      | ф   | Джеремая Термінатор ЛеРой                          | Jeremiah Terminator LeRoy                                 | Лора Алберт            |
| 2019      | ф   | Холодна помста                                     | Cold Pursuit                                              | Грейс Коксман          |
| 2019      | ф   | Шлюбна історія                                     | Marriage Story                                            | Лора Феншоу            |
| 2019      | ф   | Маленькі жінки                                     | Little Women                                              | Мармі Марч             |
| 2020      | док |                                                    | Crazy, Not Insane                                         | оповідач (голос)       |
| 2022      | ф   | Світ Юрського періоду 3                            | Jurassic World: Dominion                                  | доктор Еллі Сеттлер    |
| 2022      | ф   | Син                                                | The Son                                                   | Кейт                   |
| 2024      | ф   | Самотня планета                                    | Lonely Planet                                             | Кетрін Лоу             |
| 2025      | ф   | Джей Келлі                                         | Jay Kelly                                                 |                        |

## Визнання
| Рік  | Нагорода                                               | Категорія                                                                     | Фільм                              | Результат |
| ---- | ------------------------------------------------------ | ----------------------------------------------------------------------------- | ---------------------------------- | --------- |
| 1982 | «Золотий глобус»                                       | Міс «Золотий глобус»                                                          |                                    | Перемога  |
| 1985 | Асоціація кінокритиків Лос-Анджелеса                   | Нагорода нового покоління                                                     | «Приємна розмова», «Маска»         | Перемога  |
| 1986 | «Незалежний дух»                                       | Найкраща жіноча роль                                                          | «Приємна розмова»                  | Номінація |
| 1987 | «Незалежний дух»                                       | Найкраща жіноча роль                                                          | «Синій оксамит»                    | Номінація |
| 1992 | «Оскар»                                                | Найкраща жіноча роль                                                          | «Слабка Роза»                      | Номінація |
| 1992 | «Золотий глобус»                                       | Найкраща жіноча роль у драматичному фільмі                                    | «Слабка Роза»                      | Номінація |
| 1992 | Прайм-тайм премія «Еммі»                               | Найкраща акторка в міні-серіалі або фільмі                                    | «Форсаж»                           | Номінація |
| 1992 | Асоціація кінокритиків Чикаго                          | Найкраща акторка                                                              | «Слабка Роза»                      | Номінація |
| 1992 | Асоціація кінокритиків Даллас — Форт-Ворт              | Найкраща акторка                                                              | «Слабка Роза»                      | 3-є місце |
| 1993 | «Золотий глобус»                                       | Найкраща жіноча роль у міні-серіалі або телефільмі                            | «Форсаж»                           | Перемога  |
| 1993 | CableACE Award                                         | Акторка в фільмі або міні-серіалі                                             | «Форсаж»                           | Номінація |
| 1994 | Прайм-тайм премія «Еммі»                               | Найкраща запрошена акторка у драматичному телесеріалі                         | «Занепалі ангели»                  | Номінація |
| 1994 | Академія наукової фантастики, фентезі та фільмів жахів | Найкраща акторка                                                              | «Парк Юрського періоду»            | Номінація |
| 1995 | CableACE Award                                         | Акторка в фільмі або міні-серіалі                                             | «І спустився ворон»                | Номінація |
| 1996 | Монреальський кінофестиваль                            | Найкраща акторка                                                              | «Громадянка Рут»                   | Перемога  |
| 1997 | Прайм-тайм премія «Еммі»                               | Найкраща запрошена акторка у комедійному телесеріалі                          | «Еллен»                            | Номінація |
| 1997 | Асоціація онлайн фільмів і телебачення                 | Найкраща запрошена акторка у комедійному телесеріалі                          | «Еллен»                            | Перемога  |
| 1997 | Асоціація онлайн фільмів і телебачення                 | Найкраща акторка другого плану в кінофільмі або міні-серіалі                  | «Виродок із Кароліни»              | Номінація |
| 1997 | «Супутник»                                             | Найкраща акторка у міні-серіалі або телефільмі                                | «Рубі Рідж: Американська трагедія» | Перемога  |
| 1998 | Асоціація онлайн фільмів і телебачення                 | Найкраща запрошена акторка в серіалі на кабельному телебаченні                | «Шоу Ларрі Сандерса»               | Номінація |
| 1999 | «Золотий глобус»                                       | Найкраща жіноча роль у міні-серіалі або телефільмі                            | «Дитячий танок»                    | Номінація |
| 1999 | Кінофестиваль «Санденс»                                | Нагорода за внесок у незалежне бачення                                        |                                    | Перемога  |
| 2004 | Спілка кінокритиків Бостона                            | Найкраща акторка другого плану                                                | «Ми тут більше не живемо»          | Перемога  |
| 2004 | Спілка кінокритиків Сіетла                             | Найкраща акторка другого плану                                                | «Ми тут більше не живемо»          | 2-е місце |
| 2006 | Indiewire Critics' Poll                                | Найкраще виконання головної ролі                                              | «Внутрішня імперія»                | 3-є місце |
| 2006 | Village Voice Film Poll                                | Найкраща акторка                                                              | «Внутрішня імперія»                | 2-е місце |
| 2007 | Chlotrudis Awards                                      | Найкраща акторка                                                              | «Внутрішня імперія»                | Номінація |
| 2007 | «Незалежний дух»                                       | Спеціальна почесна премія                                                     |                                    | Перемога  |
| 2007 | Італійська нагорода онлайн-фільмів                     | Найкраща акторка                                                              | «Внутрішня імперія»                | Номінація |
| 2007 | Національна спілка кінокритиків США                    | Найкраща акторка                                                              | «Внутрішня імперія»                | 2-е місце |
| 2007 | Асоціація кінокритиків Торонто                         | Найкраща акторська гра (акторка)                                              | «Внутрішня імперія»                | Номінація |
| 2008 | Прайм-тайм премія «Еммі»                               | Найкраща акторка другого плану у міні-серіалі або фільмі                      | «Перерахунок»                      | Номінація |
| 2008 | Gold Derby Awards                                      | Акторка міні-серіалу або фільму                                               | «Перерахунок»                      | Номінація |
| 2008 | Асоціація онлайн фільмів і телебачення                 | Найкраща акторка другого плану в фільмі або міні-серіалі                      | «Перерахунок»                      | Номінація |
| 2008 | «Супутник»                                             | Найкраща жіноча роль другого плану в телесеріалі, міні-серіалі або телефільмі | «Перерахунок»                      | Номінація |
| 2009 | Премія Гільдії кіноакторів США                         | Найкраща жіноча роль у телефільмі або мінісеріалі                             | «Перерахунок»                      | Номінація |
| 2009 | «Золотий глобус»                                       | Найкраща жіноча роль у міні-серіалі або телефільмі                            | «Перерахунок»                      | Перемога  |
| 2010 | Голлівудська Алея Слави                                | Кінофільм                                                                     |                                    | Перемога  |
| 2012 | «Золотий глобус»                                       | Найкраща жіноча роль у комедії або мюзиклі                                    | «Освічений»                        | Перемога  |
| 2012 | Gold Derby Awards                                      | Головна акторка в комедії                                                     | «Освічений»                        | Номінація |
| 2012 | Асоціація онлайн фільмів і телебачення                 | Найкраща акторка в комедійному серіалі                                        | «Освічений»                        | Номінація |
| 2012 | «Супутник»                                             | Найкраща акторка в серіалі, комедії або мюзиклі                               | «Освічений»                        | Номінація |
| 2013 | Прайм-тайм премія «Еммі»                               | Найкраща акторка в комедійному телесеріалі                                    | «Освічений»                        | Номінація |
| 2013 | Gold Derby Awards                                      | Головна акторка в комедії                                                     | «Освічений»                        | Номінація |
| 2013 | Вибір телекритиків                                     | Найкраща акторка в комедійному серіалі                                        | «Освічений»                        | Номінація |
| 2013 | «Супутник»                                             | Найкраща акторка в серіалі, комедії або мюзиклі                               | «Освічений»                        | Номінація |
| 2014 | Асоціація кінокритиків Чикаго                          | Найкраща акторка другого плану                                                | «Дика»                             | Номінація |
| 2014 | Асоціація кінокритиків Даллас — Форт-Ворт              | Найкраща акторка другого плану                                                | «Дика»                             | Номінація |
| 2014 | Спільнота кінокритиків Детройта                        | Найкраща акторка другого плану                                                | «Дика»                             | Номінація |
| 2014 | Indiewire Critics' Poll                                | Найкраща акторка другого плану                                                | «Дика»                             | Номінація |
| 2014 | «Супутник»                                             | Найкраща акторка другого плану                                                | «Дика»                             | Номінація |
| 2014 | Village Voice Film Poll                                | Найкраща акторка другого плану                                                | «Дика»                             | Номінація |
| 2014 | Washington DC Area Film Critics Association Awards     | Найкраща акторка другого плану                                                | «Дика»                             | Номінація |
| 2015 | «Оскар»                                                | Найкраща жіноча роль другого плану                                            | «Дика»                             | Номінація |
| 2015 | Спільнота кінокритиків Ванкувера                       | Найкраща акторка другого плану                                                | «Дика»                             | Номінація |